# Icha (rivière)
L'Icha (en russe : Иша) est une rivière de Russie, qui coule en Sibérie occidentale, en république de l'Altaï. C'est un affluent de la Katoun en rive droite, donc un sous-affluent de l'Ob par la Katoun. 

## Géographie
Son bassin versant a une superficie de 3 400 km2. Sa longueur est de plus ou moins 120 km.
L'Icha naît sur le territoire de la petite localité de Verkhniaïa Icha, située dans les contreforts septentrionaux de l'Altaï. Après sa naissance, elle se dirige, après Tchoïa vers le nord et aborde rapidement les plaines du piémont de l'Altaï. Elle reçoit de nombreux petits affluents abondants issus comme elle de la région nord du massif altaïen. À mi-parcours, l'Icha effectue un changement de direction vers l'ouest, orientation qu'elle maintient grosso modo, avec de nombreux méandres, jusqu'à la fin de son parcours. Elle se jette dans la Katoun en rive droite, peu après avoir baigné la localité d'Oust-Icha, et ce, à une trentaine de kilomètres au nord de la ville de Gorno-Altaïsk, capitale de la république de l'Altaï.

## Affluents
- la Tchapcha (rive droite) qui baigne Krasnogorskoïe [1]

## Hydrométrie - Les débits mensuels à Oust-Icha
L'Icha est une rivière abondante, fort bien alimentée par les précipitations assez importantes de la région nord de l'Altaï. Le débit de la rivière a été observé pendant 44 ans (durant la période 1954-2000) à Oust-Icha, localité située à 15 km en amont de son confluent avec la Katoun. 
Le débit interannuel moyen ou module observé à Oust-Icha sur cette période était de 35,7 m3/s pour une surface de drainage de 3 360 km2, soit plus ou moins 99 % du bassin versant de la rivière. La lame d'eau écoulée dans ce bassin versant se monte ainsi à 336 millimètres par an, ce qui doit être considéré comme élevé dans le contexte du bassin de l'Ob.
Rivière alimentée en grande partie par la fonte des neiges, l'Icha est un cours d'eau de régime nivo-pluvial. 
Les hautes eaux se déroulent au printemps, aux mois d'avril et de mai, ce qui correspond au dégel et à la fonte des neiges de son bassin. Dès le mois de juin, le débit s'effondre, mais reste satisfaisant tout au long de l'été. En octobre, on observe un second sommet du débit, de faible ampleur, lié aux précipitations automnales.
Dès le mois de novembre, le débit de la rivière baisse à nouveau, ce qui mène à la période des basses eaux. Celle-ci a lieu de décembre à mars inclus et correspond aux grands froids et aux gels intenses de l'hiver sibérien qui envahissent toute la région. 
Le débit moyen mensuel observé en février (minimum d'étiage) est de 4,16 m3/s, soit à peine plus de 2 % du débit moyen du mois d'avril, maximum de l'année (170 m3/s), ce qui montre l'amplitude très importante des variations saisonnières. Sur la durée d'observation de 44 ans, le débit mensuel minimal a été de 1,99 m3/s en janvier 1956, tandis que le débit mensuel maximal s'élevait à 428 m3/s en mai 1966.
En considérant la seule période estivale, libre de glaces (d'avril à octobre inclus), le débit mensuel minimal observé a été de 2,79 m3/s en août 1974.